# Ala al-Dawla Abd Allah
Rukn al-Din Mirza Ala al-Dawla Abd Allah ibn Baysonghor (Herat, 25 de juny de 1417 - Rustamdar, 1460) fou un príncep timúrida que va governar a Herat entre 1447 i 1448 i el 1450 (potser fins al 1451). Va néixer el dimecres i no dijous com diu la font

## Juventut
Era fill de Ghiyath al-Din Baysonghor (mort el 1433) considerat el probable hereu de Xah Rukh, i de Djan Malik Agha (filla d'un oficial timúrida, l'emir Čulpan). A la mort del pare va rebre el seu lloc d'amir-i diwan amb dret a recaptar taxes en algunes províncies concedides com a soyūrḡāl (fons caritatiu) a Baysunkur (se suposa que el Gurgan i Mazanderan en feien part). Els seus germans Sultan Muhammad i Abu l-Kasim Babur Mirza van rebre pensions però cap territori.
El 1434/1435 va participar en la tercera campanya de Shahruk a l'Azerbaidjan contra els kara koyunlu. Va ser pare de dos fills: Baysunkur (1435) i Sultan Ibrahim (1440). Tenia fama de dedicar-se molt al bon menjar i al joc.

## Lluites per la successió
Els fills de Xah-Rukh van morir progressivament: el 1427 Soyurgatmix ibn Xah Rukh de Kabul, el 1433 l'esmentat Baysonghor de Gurgan, el 1435 Ibrahim Sultan de Fars i el 1445 Kutb al-Din Muhammad Txuqi (Juki). El 1442 va esclatar la rivalitat entre Ala al-Dawla, que tenia el suport de la reina Gawhar Shad (esposa de Xah-Rukh) i el seu cosí Abd al-Latif Mirza, fill d'Ulugh Beg. El 1444/1445 Xah-Rukh es va posar malalt agitant les lluites successòries, amb la reina Gawharshad conspirant per posar al tron a Ala al-Dawla al que va fer proclamar hereu i va forçar a un grup d'oficials de fer-li jurament de fidelitat; Xah-Rukh es va recuperar (1445/1446) però poc després el seu fill Kutb al-Din Muhammad Txuki va morir, el que deixava com a únic fill viu a Ulugh Beg, i situava aquest en la millor posició per aspirar a la successió. El nomenament d'Ala al-Dawla com a hereu va quedar en suspens per por de la reacció d'Ulugh Beg, tot i el suport de la reina Gawhar Shad.
El 1446 va esclatar la revolta a Pèrsia occidental de Sultan Muhammad Mirza ibn Mihran Shah (aquest nom no figura en la llista de fills de Mihran Shah, per la qual cosa algunes fonts l'identifiquen amb Sultan Muhammad ibn Baysonghor) que va ocupar Hamadan i Esfahan i va assetjar Siraz (novembre-desembre de 1446) expulsant a Abd Allah ibn Ibrahim, fill d'Ibrahim Sultan, que es va refugiar amb el seu avi Xah-Rukh. Aquest va reunir l'exèrcit per anar a combatre el rebel. El van acompanyar Abd al-Latif Mirza i la reina Gawhar Shad mentre Ala al-Dawla va romandre a Herat com a governador i amb el control del tresor. Xah-Rukh va arribar a Fars i no va trobar resistència; Sultan Muhammad Mirza va fugir a les muntanyes i els principals caps tribals rebels foren castigats severament. A Sava, per instigació de Gawhar Shad, foren executats alguns sàyyids, un fet excepcional al que no s'haurien atrevit mai Ulugh Beg o el mateix Tamerlà i encara apareix més estrany en el pietós Xah-Rukh. Poc després aquest es va posar malalt (es va dir com a càstig diví per haver matat els sayyids) i va morir a Rayy el 12 de març de 1447.
Gawhar Shad, per acontentar a Ulugh Beg, va proposar el nomenament al front de l'exèrcit (que havia de retornar al Khorasan) d'Abd al-Latif. Aquest donava suport al seu pare Ulugh Beg com successor de Xah-Rukh, però l'àvia esperava així parar el primer cop, mentre enviava un missatger secret a Herat per avisar a Ala al-Dawla de la mort de Xah-Rukh i preparar-se per una eventual assumpció del poder, ja que es trobava amb tots els elements necessaris per ser proclamat i reconegut sultà, tot i que de moment actuà amb prudència. Abd al-Latif va acceptar el comandament ofert. Quan Ulugh Beg va saber la mort de Xah Rukh i el nomenament del seu fill, considerant-se el successor natural, va reunir tropes per anar a Herat a recollir la successió.
Mentre Abd al-Latif havia començat el retorn cap al Khorasan; dos prínceps van desertar l'exèrcit amb algunes tropes, Babur Mirza (Abu l-Kasim Babur ibn Baysonghor) i Khalil Sultan ibn Muhammad ibn Jahangir; també va marxar una princesa filla de Xah-Rukh. Els dos prínceps van saquejar l'Ordu Bazar i van fugir al Khorasan. Abd al-Latif va restaurar la disciplina amb algunes execucions i va iniciar el camí el 16 de març de 1447 (tres dies després de la mort de Xah-Rukh). S'havia de reunir amb Ulugh Beg al nord-oest del Khorasan i després marxar des de alli (via Nasa i Abiward) cap al nord, a Samarcanda, amb el cos de Xah-Rukh. Quan estaven entre Rayy i Semnan, Abd al-Latif va fer arrestar a Gawhar Shad i als turkhans (nobles) i parents que li donaven suport i va seguir per reunir-se amb el seu pare Ulugh Beg. Es va trobar amb la primera resistència a Damghan que va haver d'ocupar per la força. Quan va arribar a Bistam va saber que Babur Mirza (Abu l-Kasim Babur ibn Baysonghor) havia obtingut el suport de les tropes timúrides de Gurgan (Astarabad) manades per l'emir Hinduka, que estaven allí estacionades amb la missió de lluitar contra els uzbeks. Després de dominar Gurgan, Babur va dominar el Mazanderan controlant la ruta des de Khorasan occidental cap al nord en direcció a Samarcanda.

## Proclamació com a sultà
Com que Ulugh Behg s'havia trobat dificultats per l'afer d'Abu Bakr ibn Kutb al-Din Muhammad, es va retardar i no va arribar al lloc convingut amb Abd al-Latif; aquest va avançar llavors cap a l'est, cap a Nixapur. Mentre Ala al-Dawla, era a Herat però no havia agafat el títol de sultà per temor a Ulugh Beg, i va seguir fent la khutba en nom del difunt Xah-Rukh, però quan es va assabentar de l'empresonament de Gowhar Shad, va agafar el títol, mobilitzant a les tropes d'Herat i enviant un destacament a Mashad que fou ocupada. El tresor de Xah-Rukh (la part que era a Herat) la va repartir entre les tropes per assegurar la seva fidelitat.
Abd al-Latif mentre havia arribat a Nixapur on va saber de la rebel·lio d'Ala al-Dawla i la seva ocupació de Mashad. No va prendre cap mesura i fou atacat sobtadament per forces lleials a Ala al-Dawla a la rodalia de Nixapur el 20 d'abril de 1447 sent derrotat i fet presoner. Gowhar Shad fou alliberada i enviada cap a Herat, junt amb el presoner Abd al-Latif. Ala al-Dawla va anar a trobar a la reina a Sadabad, prop de Torbat-e Jam; al captiu Abd al-Latif el va fer tancar a la fortalesa d'Ikhtiyar al-Din; el cos de Xah-Rukh, que havia caigut en mans de les forces d'Ala al-Dawla, fou enterrat al mausoleu de Baysunghur (Ghiyath al-Din Baysonghor) a la madrassa de Gawhar Shad. Llavors Ala al-Dawla va agafar personalment el comandament de l'exèrcit d'Herat i va marxar cap al nord-est contra Ulugh Begh.

## Pacte amb Uluigh Beg
Aquest era a Balkh quan va saber la derrota i captura del seu fill a Nixapur. Va decidir obrir negociacions amb Ala al-Dawla, al que va enviar un ambaixador de nom Sadr Nizam al-Din Mirak Mahmud que li va assegurar que el sultà no tenia cap projecte hostil contra Herat. Ala al-Dawla, que no anava sobrat de forces i no volia lluitar contra l'exèrcit més nombrós d'Ulugh Beg, estava disposat a acceptar un acord. Fou llavors quan Babur Mirza que dominava Gurgan i Mazanderan es va acostar per l'oest del Khorasan i va ocupar una posició d'Ala al-Dawla a la frontera dels seus dominis prop de Torbat-e Jam. Ala al-Dawla davant dos enemics potencials, es va veure abocat al pacte al que ja estava predisposat. Va signar un tractat amb Ulugh Beg pel qual la vall del Chechektu i la vall del Murghab serien els límits entre les possessions d'Ala al-Dawla i d'Ulug Beg (la vall del Murghab al nord-oest). Abd al-Latif fou alliberat i retornat al seu pare. Ulug Beg va donar al seu fill el govern de Balkh i es va dirigir de retorn cap a Samarcanda. Ala al-Dawla va signar un altre tractat amb el seu germà Babur Mirza que establia el límit entre les respectives possessions a Kushan.

## Guerra contra Ulugh Beg
La pau fou de curta durada; contra allò que s'havia pactat, Ala al-dawla retenia presoners als nukars d'Abd al-Latif (que havien caigut a les seves mans després de la batalla de Nixapur) i a més va nomenar comandant de la frontera de Chechektu a Mirza Salih, un enemic personal d'Abd al-Latif. A l'hivern del mateix any l'enfrontament entre Ulugh Beg i Ala al-Dawla es va reprendre. Abd al-Latif va ocupar Chechektu i Salih va haver de fugir cap a Herat. En revenja Ala al-Dawla va fer matar els nukars presoners i tot i que era ple hivern va marxar contra Balkh; Abd al-Latif es va retirar cap a la ciutat de Balkh on va quedar bloquejat i va demanar ajut al seu pare Ulugh Beg. Aquest va contactar amb Ala al-Dawla al que va recriminar que abans de fer la guerra havia d'haver apel·lat a la seva mediació enviant una queixa a la seva cort a Samarcanda. Ala al-Dawla va consentir de retornar a Herat però a Chechektu va fer construir una fortalesa i com que era hivern i no es podien aconseguir materials, va emprar els de les cisternes de Jam construïdes pels pobres. La població del Khorasan a causa de la guerra perllongada estava passant gana i mancava també de robes per poder fer front a l'hivern que en aquell moment era extremament fred.
A la primavera de 1448 Ulugh Beg i Abd al-Latif van decidir reprendre la guerra junts i van aixecar un exèrcit de 90.000 homes, disposats a sotmetre Herat. L'exèrcit va avançar cap al Khorasan. Ala al-Dawla estava preparant les festes de la circumcisió d'un fill quan va saber que els enemics havien creuat l'Amudarià; amb un exèrcit menys nombrós, els va anar a trobar a Tarnat o Tarnab a 14 farsakhs d'Herat (uns 65 o 70 km). Mercès a una traïció l'exèrcit d'Ulugh Beg i Abd al-Latif va aconseguir la victòria (primavera del 1448) i Ala al-Dawla va haver de fugir cap a Mashad i després cap a Kushan, demanant asil al seu germà Babur Mirza que li va concedir i li va prometre que l'ajudaria a recuperar Herat. A aquesta ciutat, al saber-se la derrota, els caps militars també van fugir, així com la reina Gawhar Shad. Només la fortalesa Neretü va oferir resistència als atacants però després d'un setge fou conquerida a l'assalt. mentre Abd al-Latif ocupava la fortalesa d'Ikhtiyar al-Din on havia estat presoner. Ulugh Beg va entrar a Herat i es va assegurar el domini de tot el nord del Khorasan. D'allí va marxar a l'oest, ocupant Mashad sense lluita excepte al fortí d'Imad que no va aconseguir ocupar, ja que allí era on Ala al-Dawla guardava una part del seu tresor i l'havia repartit als seus soldats quan va fugir cap a Kushan.

## Intervenció de Yar Ali dels kara koyunlu
Després de diverses alternatives, Ulugh Beg va retornar a Samarcanda i Babur Mirza va començar a avançar. Abd al-Latif, enfrontat a la revolta del cap turcman kara koyunlu Yar Ali, va abandonar Mashad quan es va acostar Babur Mirza i es va dirigir a Herat. Babur Mirza va avançar cap a Sarakhs, però va enviar una part de les seves forces contra Abd al-Latif a Herat; per la seva banda les forces de Yar Ali van assetjar Herat; amb algun ajut del seu pare, Abd al-Latif va poder fer aixecar el setge, però incapaç de fer front a la revolta de Yar Ali i lluitar contra Babur, va fugir a la cort del seu pare, ben al darrere d'aquest; Ulugh Beg al seu retorn el va enviar cap al seu feu de Balkh. Les forces de Babur Mirza van entrar a Herat i la van saquejar durant tres dies i llavors foren expulsats per Yar Ali, que s'havia escapat de Neretü on havia estat empresonat, el qual va ocupar la ciutat i la va dominar durant 20 dies, sent força popular; mentre les forces de Babur romanien a la rodalia; llavors va arribar Babur Mirza, va reorganitzar les seves forces i va subornar a algú per donar un narcòtic a Yar Ali; mentre estava inconscient va atacar i va derrotar les forces de Yar Ali i a aquest el va fer presoner, sent executat al centre d'Herat (vers finals de febrer de 1449). El territori timúrida al sud de l'Oxus va restar independent de Transoxiana durant uns anys, fins que Herat fou recuperada per Abu Saïd el 1458.

## Domini de Babur Mirza
Poc després que Babur Mirza prengué el control d'Herat va donar el govern de Tun al seu germà Ala al-Dawla al que al cap d'unes setmanes va substituir el seu fill Ibrahim ibn Ala al-Dawla. Ala al-Dawla i Ibrahim foren acusats de conspirar per apoderar-se d'Herat i foren empresonats. Babur era un desordenat, borratxo i una mica incapaç i la seva gent feia tota mena d'abusos contra la població. L'emir Hinduka, cap de l'exèrcit, va començar a plenajer el seu enderrocament amb ajut d'Ulugh Beg, al que va enviar un emissari, l'emir Eidekli; però aquest fou fet presoner per Abd al-Latif que el va lliurar a Babur Mirza, davant el qual va revelar el complot. Babur Mirza va ordenar l'atac a Hinduka, que no s'ho esperava, i tot i que va fer prodigis de valor, fou derrotat amb els seus homes més propers i mort. En tot això Ala al-Dawla va aconseguir fugir del seu captiveri i va anar al Sistan i d'allí a l'Iraq que junt amb el Khuzestan, Luristan, Fars i el Jibal (Mèdia) estava governat per Sultan Muhammad (que segons unes fonts era el seu germà i segons altres era un fill de Mihran Shah).

## Intervenció de Sultan Muhammad
Aquest li va donar suport i va marxar amb el seu exèrcit cap al Khorasan (1450). Babur Mirza fou derrotat a Torbat-e Jam (no gaire lluny de Mashad) i va haver de fugir amb només vuit homes refugiant-se a la fortalesa d'Imad. Sultan Muhammad Mirza i Ala al-Dawla van entrar a Herat i van alliberar a Ibrahim ibn Ala al-Dawla. Sultan Mahmud, fill de Babur Mirza, fou ben tractat i enviat amb la seva mare. Però Babur es va recuperar i en un combat va fer presoner a Sultan Muhammad i el va executar (1450 o 1451) recuperant Herat, d'on van fugir Ala al-Dawla i Ibrahim.

## Intervenció de Jahan Xah dels kara koyunlu
Llavors Babur es va dirigir a Siraz per assolir el control de la Pèrsia timúrida però l'emir dels kara koyunlu, Djahan Shah, que romania com nominal vassall timúrida, es va revoltar i va assetjar Qom i Sawah o Saveh. Babur va marxar contra ell però va ser rebutjat i va haver de retornar a Herat en assabentar-se que Ala al-Dawla intentava retornar al Khorasan. Aquest va atacar Herat però fou rebutjat pels emirs i va fugir amb Djahanshah. Després va estar a l'exili a les estepes de Qiptxaq i amb els uzbeks.
Al morir Babur el març de 1457, Ibrahim ibn al-Dawla va aprofitar que el seu fill i successor, Sultan Mahmud o Shah Mahmud era un menor d'11 anys, per recollir el suport dels emirs, notables i ulemes i va ocupar el poder. Abu Saïd (fill de Sultan Muhammad) que ara governava a Samarcanda, va voler aprofitar per conquerir Herat, i va posar setge a la ciutat que va durar uns dos mesos l'estiu del 1457; el setge va haver de ser aixecat sense obtenir cap resultat positiu encara que al mateix temps es va dominar Kabul. Però poc després Ibrahim fou derrotat pel kara koyunlu Djahanshah o Djahan Shah, a la vora de Gurgan (actual Astarabad) i es va quedar sense exèrcit; els governadors de les fortaleses no l'obeïen i Ala al-Dawla va venir des del seu retirament per ajudar el seu fill i va agafar breument el govern d'Herat, on va imposar un parell de nous impostos per recaptar diners per aixecar un nou exèrcit, però l'exèrcit dels turcmans es va presentar a la ciutat i era prou superior per ni somiar de fer-li front i ambdós van acabar fugint cap a Ghur. Herat va caure en mans dels kara koyunlu el juny de 1458. Djahan Shah va entrar a Herat el 28 de juny de 1458 i la va conservar uns mesos però el novembre de 1458, a causa de dificultats d'abastiment, a la fugida de la presó a Tabriz del seu fill Husayn Ali que havia aixecat un exèrcit, i amb l'exèrcit d'Abu Saïd a l'aguait al riu Murghab, va fer un pacte amb aquest darrer, pel qual retornava Khuurasan però conservava la resta de Pèrsia (primers de desembre) i poc després la va abandonar i va passar pacíficament al sultà de Samarcanda, que va entrar a Herat sense oposició el 22 de desembre de 1458.

## Mort
El març de 1459, tres prínceps timúrides, Ala al-Dawla, el seu fill Ibrahim ibn Ala al-Dawlah, i Sultan Sandjar o Sanjar (que és assenyalat com a fill d'Amirak Ahmad i net d'Umar Shaykh), encoratjats per l'emir Djahan Shah Kara Koyunlu, van intentar recuperar Herat, però foren derrotats per Abu Saïd a la batalla de Sarakhs, lliurada prop d'aquesta ciutat. Sandjar fou fet presoner i executat; Ala al-Dawla i el seu fill van poder fugir a Sabzawar; Ibrahim va morir el 6 d'agost de 1459, prop de Mashad, i Ala al-dawla a finals de l'any següent al seu exili a Rustamdar. El seu cos fou portat a Herat per ser enterrat el 6 de desembre de 1460.